# Індійські танці

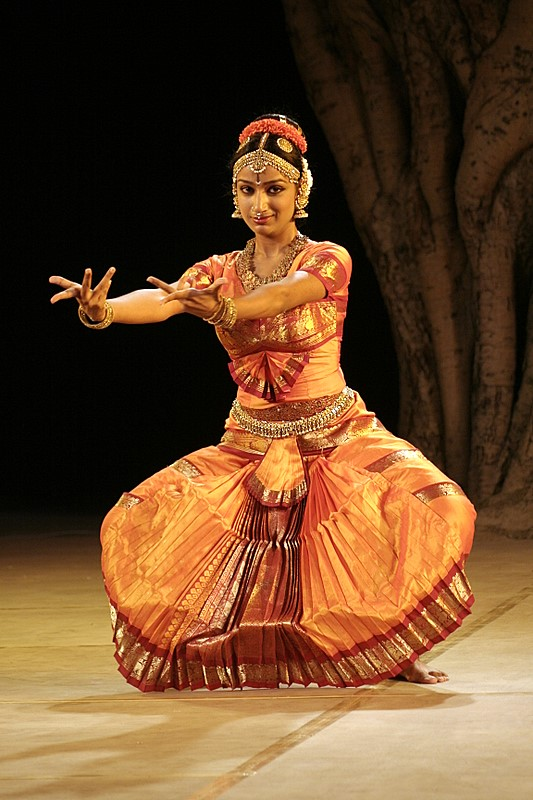
Жінка виконавиця кучипуді

Танці в Індії охоплюють широкий спектр форм танцю, починаючи від стародавніх класичних або релігійних народних танців до сучасних стилів.
Три найвідоміші індійські божества, Шива, Калі і Крішна, як правило, представлені в танці. Існують сотні індійських народних танців, таких як Бгангра, Бігу, Самбалпура, Чхау і Гарба, а також інші танці представлені на регіональних фестивалях. Індія пропонує багато форм класичних індійських танців, кожна з яких може бути простежена у різних частинах країни. Показ індійських танцювальних стилів в індійських фільмах ознайомив із індійськими танцями світову аудиторію.

## Класичні індійські танці
В індуїзмі, танці завжди відігравали важливу роль в побуті, часто танець являв собою як версію молитви, в інших випадках його поєднували з міфологічними темами з уяви індійського суспільства. Також не дивно, що в Індії величезну кількість класичних танців, розроблено саме з елементами гри. Танець є одним з найрозвиненіших форм мистецтва в Індії. Часто, навіть незначні рухи і вирази обличчя несуть якесь символічне значення. Класичні танці, як правило, покладені на літературну основу, або ж черпають мотиви саме з літературних першоджерел.
Найвідомішими індійськими народними танцями є бхангра в Пенджабі, біху в Ассам, чхау в Західній Бенгалії, Джаркханді та Орісса і гхумар в Раджастані. Індійською національною академією музики, танців і драми надала статус класичних восьми танцям. Це: бхаратанатьям штата Таміл-Наду, катхак в Уттар-Прадеш, катхакалі и мохіні-аттам в Кералі, кучипуді в Андхра-Прадеш, маніпурі в Маніпурі, одіссі в Оріссі і саттрія в Ассамі. Доволі багато в Індії регіональних народних танців. Їх застосовують в різних випадках, наприклад, на весіллях, місцевих громадських заходах, або ж зборі урожаю чи початку мусону.

## Традиційний індійський танець
Традиційний індійський танець — це різновид індійського танцювального стилю. В традиційному індійському танці виділяють три аспекти, про які розповідається в трактаті «Натьяшастра»: нріта, нрітья та натья.
- Нрітта — це абстрактний технічний танець, хореографія в чистому вигляді без смислового навантаження. Це подання танцювальної техніки. Нрітта — аспект, який не потребує глибокого чуттєвого спілкування з глядачем. Це демонстрація радості, енергії руху, краси ліній, витонченості поз, підкреслена цікавими та інтригуючими ритмічними пасажами, які танцівниця підкреслює ударами ніг. У техніці різняться позиції ніг, траєкторії руху частин тіла, кут нахилів, положення рук. У кожному стилі традиційного індійського танцю розрізняються свої технічні норми. Нрітта це своєрідний танець заради танцю, заради сухого правильного технічного виконання.

- Нрітья — емоційний, образний танець. Цей аспект розкриває емоційність, настрій і темперамент танцю, показує його чуттєвість або розкриває зміст, контекст історії, розповіді. Цей аспект передбачає спілкування з глядачем і вплив на нього цілим арсеналом виразних засобів, щоб донести ідею, або викликати почуття. І ось тут жести для рук не тільки прикрашають танець, а й передають значення слів, понять, допомагаючи перевести звуки в образи.

- Натья — драматичний танець, або театралізована хореографічна постановка. Натья — це комбінація нрітти і Нрітья. Танцівниця зображує текст, який співається, причому, іноді це навіть не пісня, а монологи героя або діалоги у п'єсі. І, звичайно, тут найважливішим стає кінцевий сенс і вміння його передати. Натья — це найвища сходинка мистецтва. Як говорить в главі першій трактату «Натьяшастра»: «Цей світ за своєю природою супроводжуваний щастям і нещастям, представлений в жестах та іншій абхінаї — це називається Натья».

### Стилі традиційного танцю
Бхаратанатьям означає «Індійський танець» або «танець Бхарата». Бхаратанатьям зародився в храмах Південної Індії. Тут стародавні класичні елементи танцю змішуються з багатими традиціями народу дравідів і багатьох південних індійських племен. Класичний танець є однією з форм духовної практики.
Катхак був створений в храмах Північної Індії казок, які з'єднали переказ епічних творів з мімікою і жестами. У XV—XVI століттях катхак прийняв характер танцювальної пантоміми (а потім і чистого танцю) на сюжет любові бога Крішна і пастушки Радхи.
Маніпурі виник в штаті Маніпур під впливом вішнуїзму, що процвітало там в XV—XVIII століттях. Це — переважно ритуальний танець, заснований на багатому міфологічному матеріалі. Основними сюжетами є сюжет про створення світу (на основі «Махабхарати»), і сюжет про Крішну (раслі). Виконавці танцю одягнені в своєрідні і дуже барвисті костюми.

## Галерея

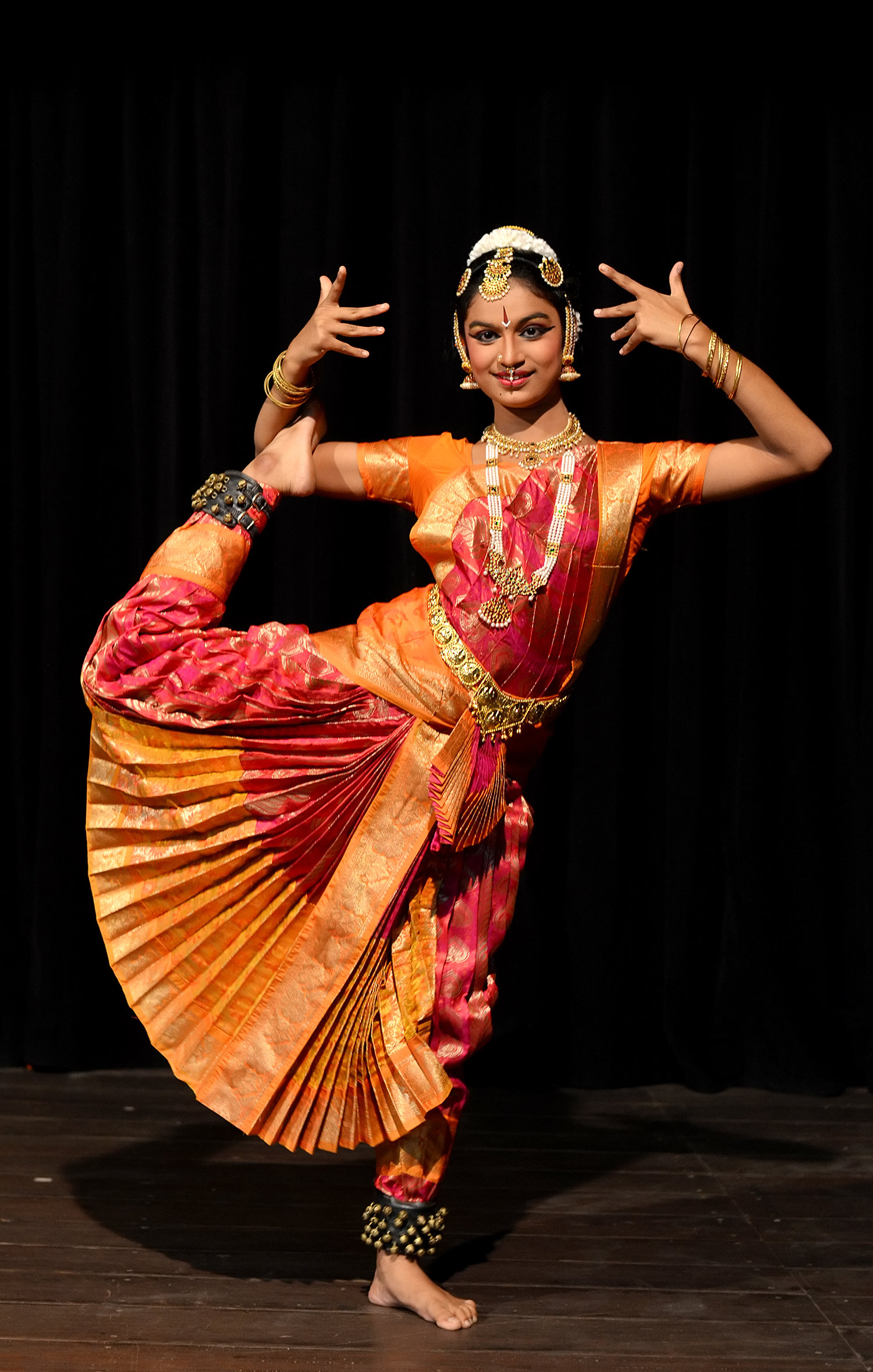
Бхаратанатьям
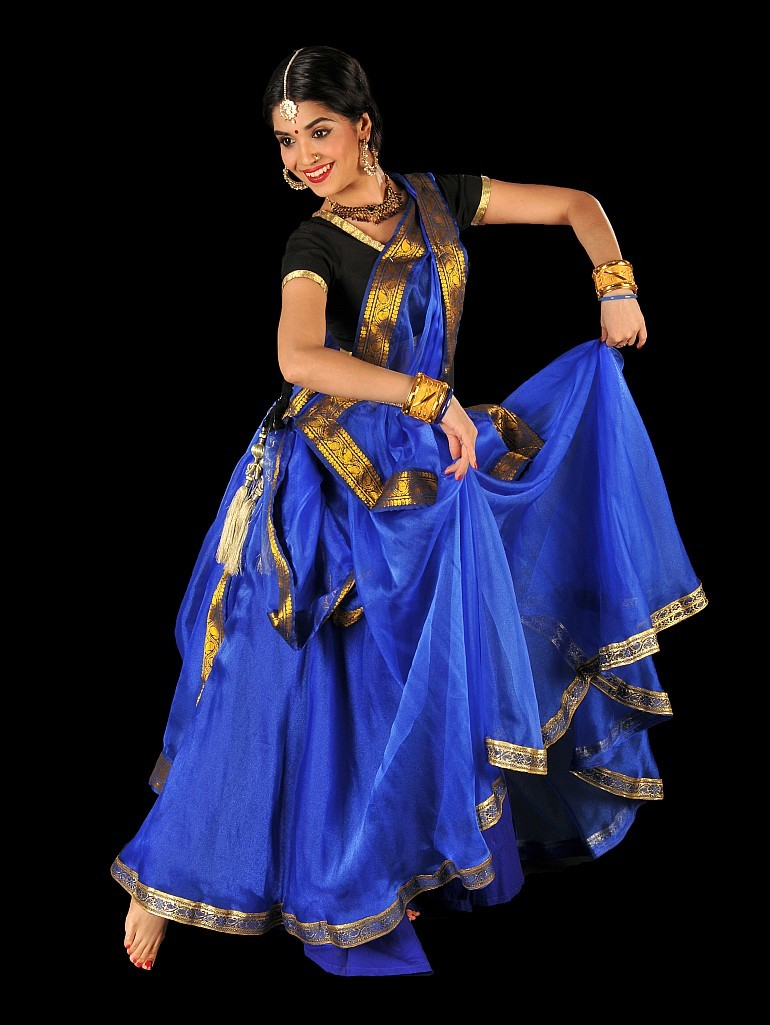
Катгак
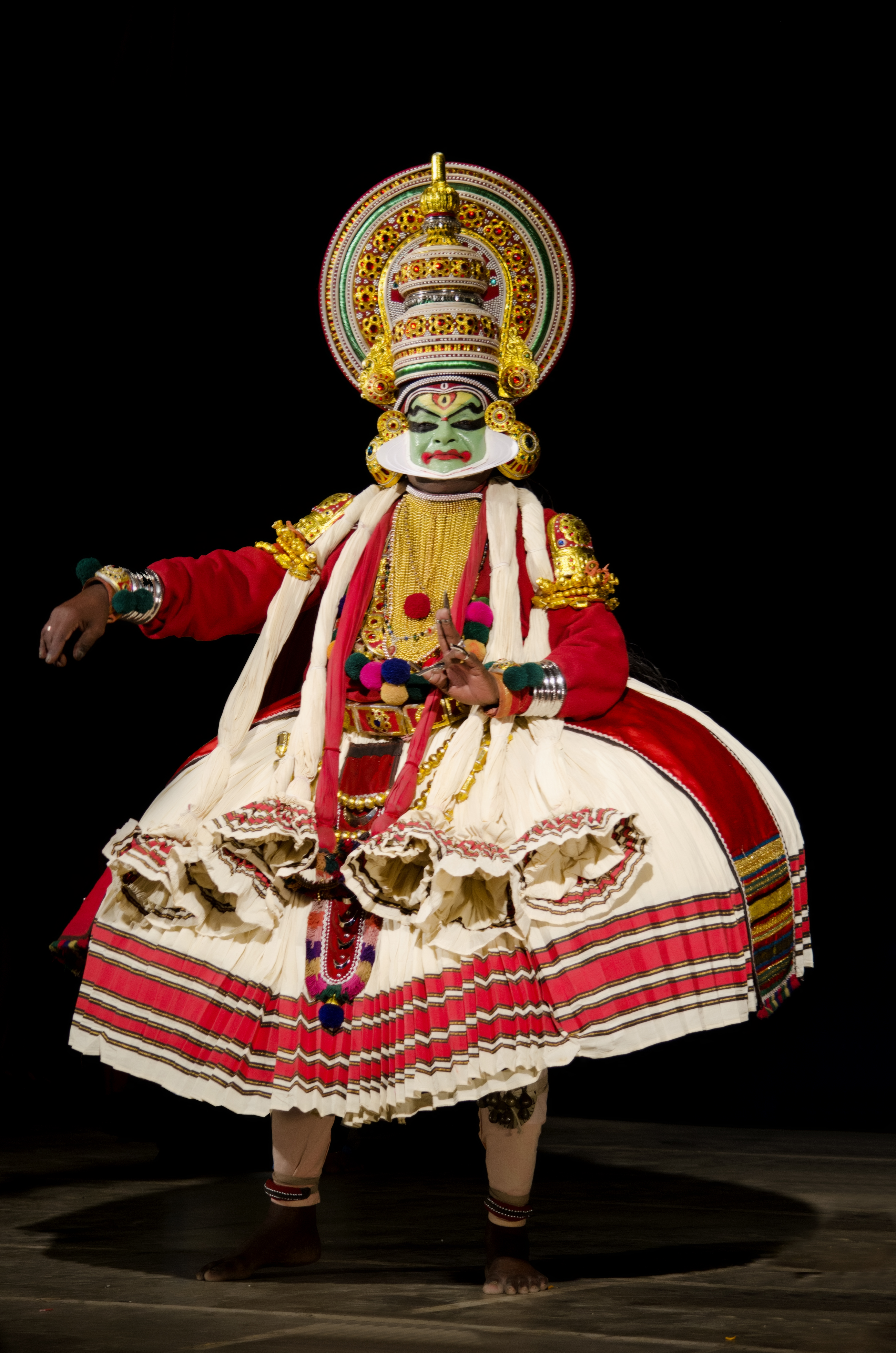
Катхакалі
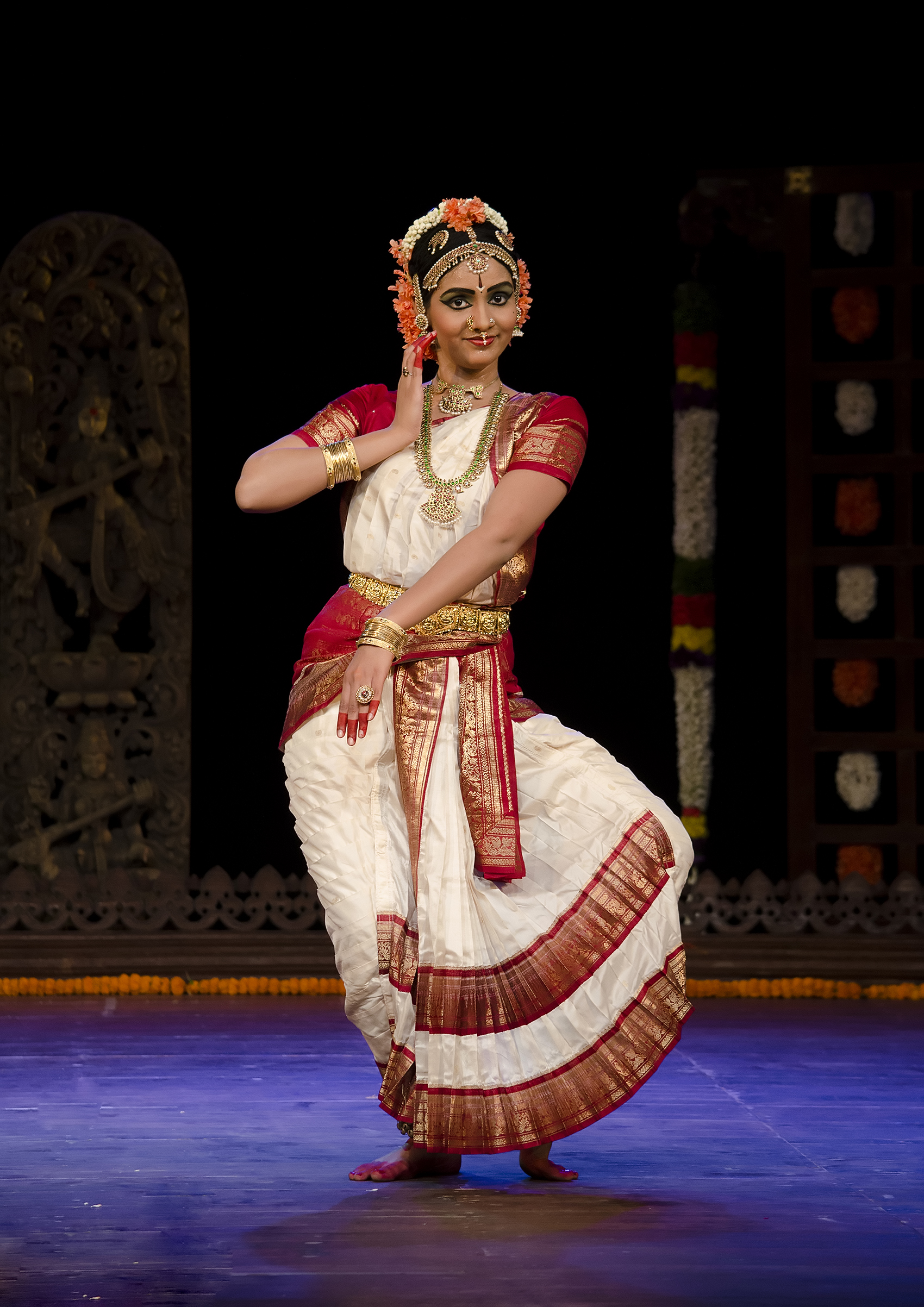
Кучипуді[en]
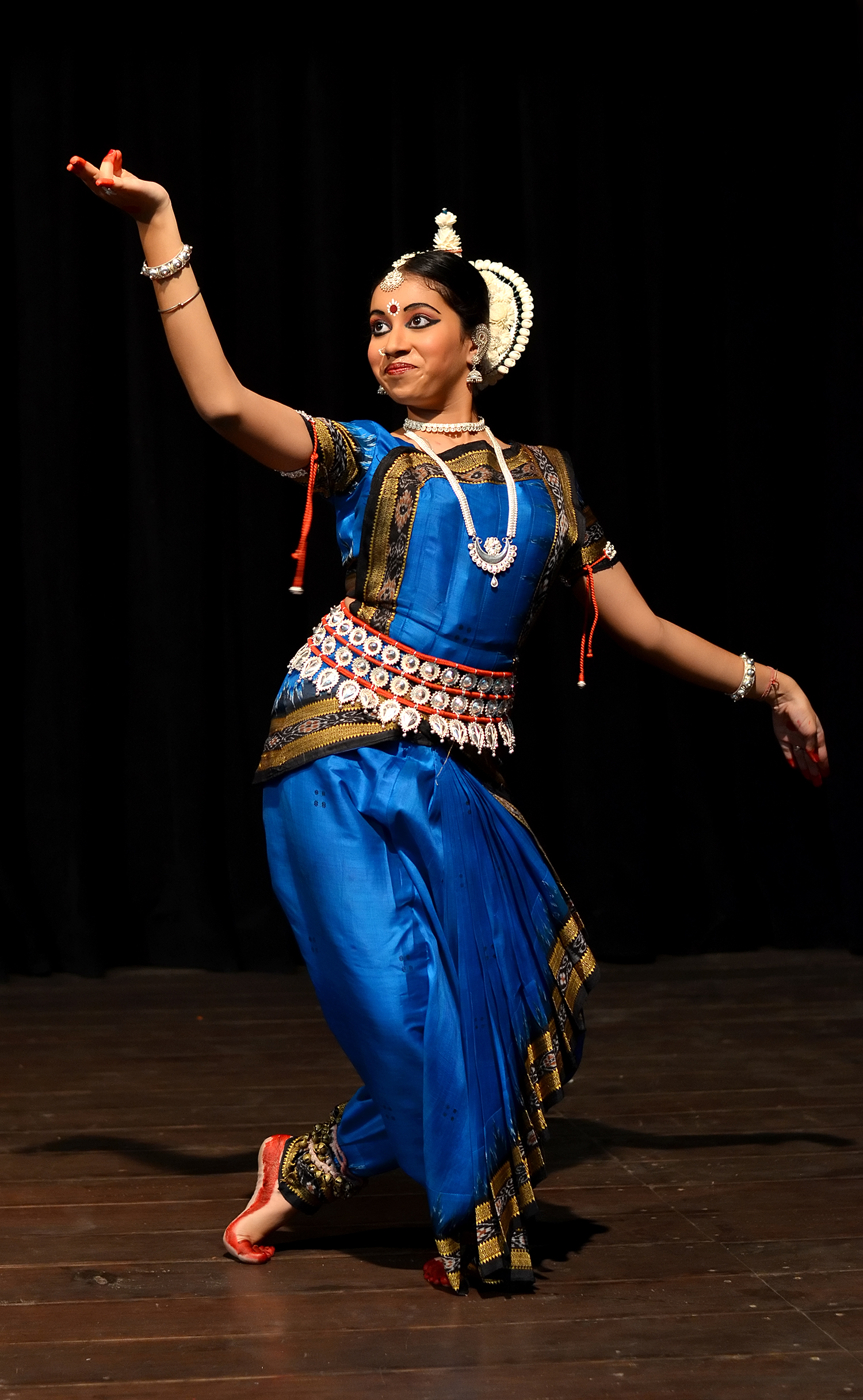
Одісі[en]
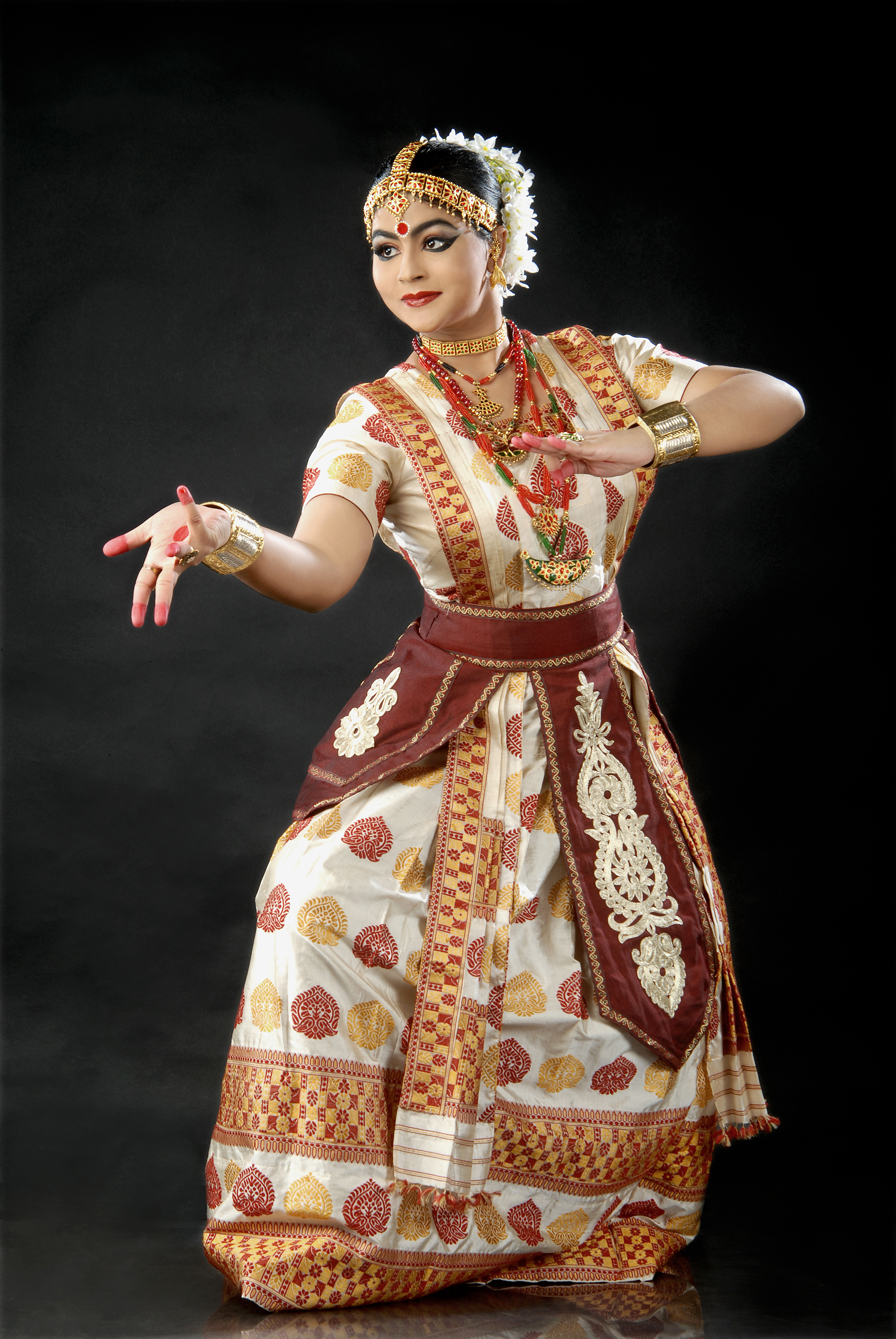
Сатрія[en]